# Колда (област)
Колда е една от 11-те области на Сенегал. Разположена е в южната част на страната и граничи с Гвинея-Бисау и Гамбия. Столицата на областта е град Колда. Площта ѝ е 13 771 км², а населението е 662 455 души (по преброяване от 2013 г.). Област Колда е разделена на 3 департамента.